# Brzozowa Góra (Gdynia)
Brzozowa Góra (kaszb. Brzozowô Gòra, niem. Birkenberg) – osada położona obecnie w granicach Gdyni, część dzielnicy Chwarzno-Wiczlino, a konkretnie jej części noszącej nazwę Wiczlino Wybudowanie w pasie Wzgórz Chwaszczyńskich. Dziś jej teren jest z reguły zaliczany do Dębowej Góry (jest to jej wschodnia część), a nazwa Brzozowa Góra praktycznie wyszła z użycia.
Miejscowość wzmiankowana była już w XVII w. – razem z sąsiednimi: Dębową Górą i Niemotowem. Wszystkie trzy wchodziły w skład tzw. Chylońskich Pustek - osad położonych w otoczeniu ówczesnej wsi Chylonia. W granice Gdyni teren osady włączono w 1973 roku.